# Avia B-634
Avia B-634 – czechosłowacki samolot myśliwski z okresu międzywojennego będący zmodyfikowaną wersją maszyny Avia B-534, pozostał na etapie prototypu.

## Historia
Jednym z celów prowadzonych prac modernizacyjnych nad myśliwcem Avia B-534 była poprawa jego osiągów. Jedną z dróg prowadzących do tego celu była poprawa właściwości aerodynamicznych płatowca. Do testów wybrano drugi prototyp B-534.II. Rezultatem prowadzonych prac było zastosowanie wolnonośnego podwozia samolotu, zainstalowanie pełnej osłony kabiny pilota oraz wielu innych drobniejszych ulepszeń. Poprawiony pod kątem aerodynamicznym samolot B-534.II zaprezentowano na salonie lotniczym w Paryżu w listopadzie 1934 roku. 
Kontynuując pracę zbudowano prototyp oznaczony jako B-634. Samolot zachował wolnonośne podwozie, koła osłonięto owiewkami. Zachowując rozpiętość górnego płata, powiększono jego cięciwę oraz lotki. Zmniejszono długość kadłubowych zastrzałów górnego płata, przybliżając go tym samym do kadłuba. Zmniejszono cięciwę dolnego płata. Na krawędzi spływu dolnego płata tuż przy kadłubie pojawiło się wcięcie. W odróżnieniu od wersji zaprezentowanej w Paryżu, prototyp B-634 zachował klasyczną otwartą kabinę pilota. Zmieniono usytuowanie karabinów maszynowych. Przeniesiono je z burt na górę kadłuba pomiędzy silnikiem a kabiną. Zmieniono obudowę chłodnicy oleju i cieczy, zastosowano niskociśnieniowe opony w podwoziu głównym. Prototyp napędzany był francuskim silnikiem rzędowym Hispano-Suiza 12 Ycrs z dwułopatowym, metalowym, nastawnym śmigłem produkcji firmy Letov. Tak przygotowany prototyp oblatano 3 lipca 1936 roku. Za sterami maszyny siedział pilot Rudolf Dalecký. 
Prowadzone w locie testy, trwające do 13 maja 1937 roku wykazały, że wprowadzone modyfikacje w minimalnym stopniu polepszają charakterystyki samolotu w porównaniu do standardowej wersji B-534. Dokonano dalszych modyfikacji, podwyższono grzbiet kadłuba, odkrytą kabinę pilota zakryto odsuwaną do tyłu limuzyną. Usunięto wcięcia przykadłubowe dolnego płata. Usunięto owiewki okrywające koła podwozia głównego i zastosowano standardowe koła pochodzące z B-534. Wymieniono również silnik, instalując licencyjną wersję francuskiej jednostki produkowaną przez Avię. W nowej konfiguracji samolot po raz pierwszy wzniósł się w powietrze 19 stycznia 1938 roku, za jego sterami ponownie siedział Rudolf Dalecký. Dzięki wprowadzonym zmianom znacznie wzrosła prędkość maksymalna samolotu, z drugiej jednak strony, wzrost masy startowej wpłynął na zmniejszenie prędkości wznoszenia, pułapu i zasięgu. W zaistniałej sytuacji nie kontynuowano dalszych prac. Było to tym bardziej uzasadnione, iż rodzime siły powietrzne skierowały swoją uwagę na nowy myśliwiec Avii B-35, wolnonośny dolnopłat, potencjalnie oferujący daleko większe możliwości i osiągi niż dwupłatowa Avia B-634. Istniejący prototyp został wykorzystany do badań zachowania się i pracy działka Oerlikon FFS.

## Uzbrojenie
Uzbrojenie strzeleckie samolotu składało się z dwóch, synchronizowanych karabinów maszynowych ČZ vz. 30 kalibru 7,92 mm, strzelających poprzez obrys śmigła, oraz działka Hispano  402 kalibru 20 mm, strzelającego poprzez wał śmigła. Karabiny przeniesiono z burt, zniknęły charakterystyczne dla Avii B-534 kroplowe wybrzuszenia po bokach kadłuba, na grzbiet kadłuba. 